# Mule Wasihun
Mulle Wasihun, né le 20 octobre 1993, est un athlète éthiopien, spécialiste des courses de fond.

## Biographie
En 2016, il devient marathonien avec une 5e place au Marathon de Dubaï. Il termine 8e aux championnats du monde de semi-marathon. En 2017, il termine 2e à Dubaï en 2:06 et 4e à Amsterdam en 2:05. 
En 2018, il réussit un temps de 2:04:37 au Marathon d'Amsterdam, bon pour une 2e place. En 2019, il bat son record personnel réalisant 2:03:16 dans une course "super rapide" au Marathon de Londres. En 2020, il place 5e à Londres.

## Palmarès
- 2013

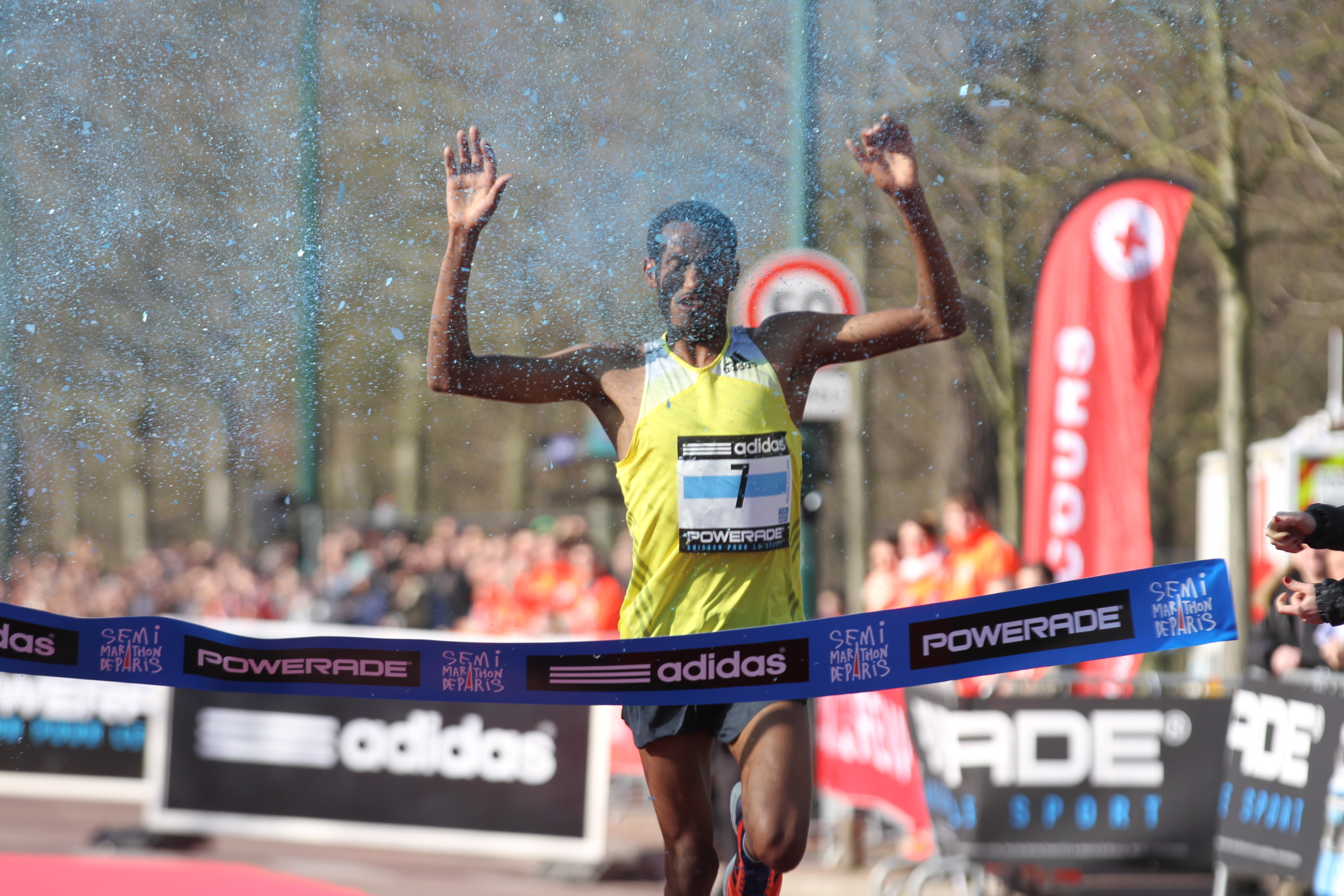
Mule Wasihun franchissant la ligne d'arrivée lors du semi-marathon de Paris en 2014.

  - Course Paris-Versailles : 1er[3]
  - Course Marseille-Cassis : 1er[3]
  - Semi-marathon de Nice : 3e[3]
- 2014
  - Semi-marathon de Paris : 1er (1 h 00 min 08 s)[3]
  - Course Paris-Versailles : 1er
- 2018
  - Semi-marathon de Barcelone : 1er
- 2019
  - Marathon de Londres : 3e

## Records
| Épreuve       | Performance                | Date         | Lieu    |
| ------------- | -------------------------- | ------------ | ------- |
| 10 kilomètres | 27 minutes 57 secondes     | 13 oct. 2013 | Rennes  |
| Semi-marathon | 59 minutes et 22 secondes  | 26 oct. 2014 | Cassis  |
| Marathon      | 2 heure 03 minutes et 16 s | 28 avr. 2019 | Londres |